# Estación de Lausana
La estación de Lausana, más popularmente conocida como la estación central es la principal estación ferroviaria de la ciudad suiza de lausana, y del cantón de Vaud, por la que pasan diariamente más de 650 trenes.

## Historia

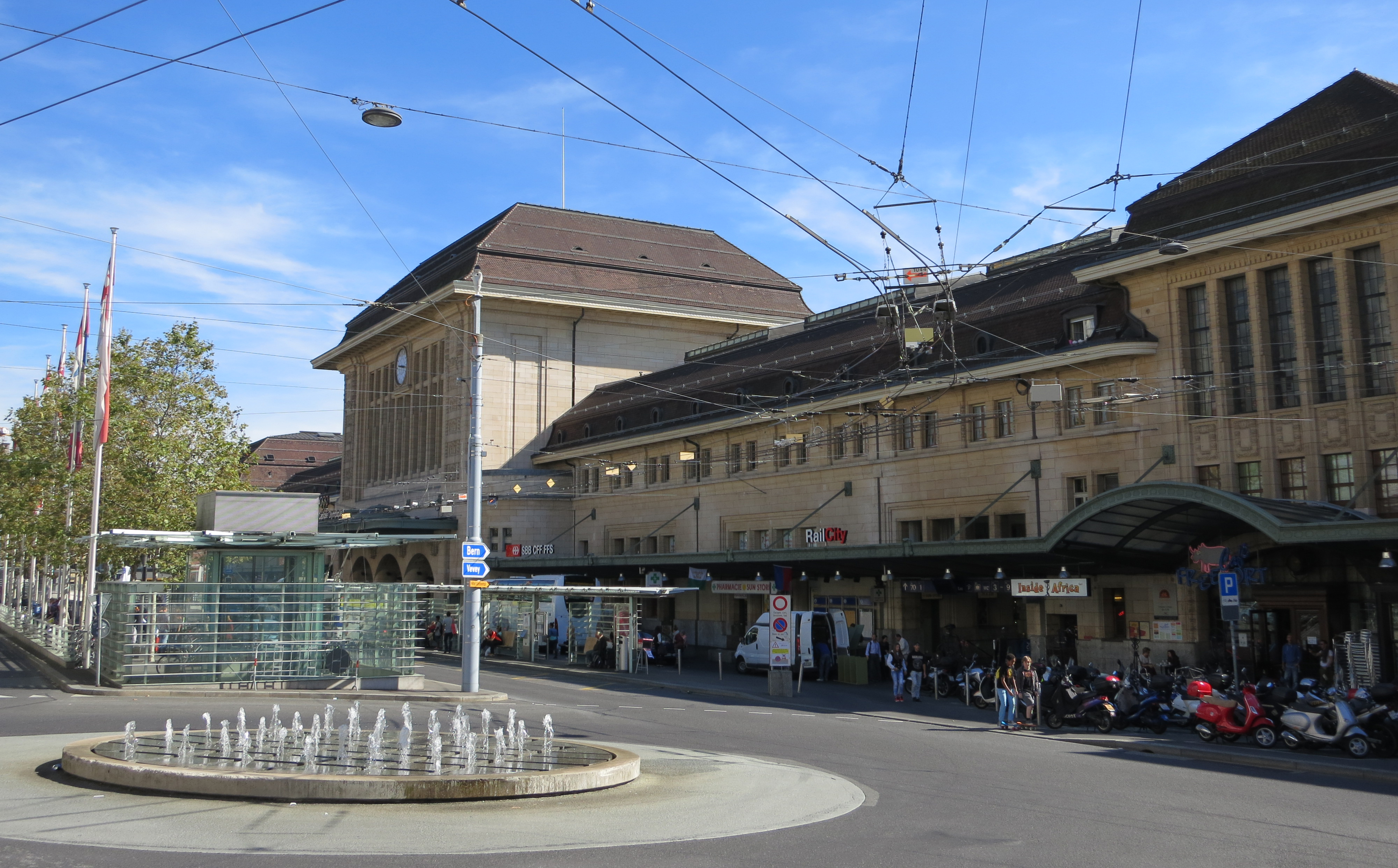
Edificio de viajeros de la estación

La primera estación ferroviaria que hubo en Lausana fue ubicada en Morcenx, ligeramente alejada del centro urbano, e inaugurada en 1856 por la Compagnie de l'Ouest-Suisse (OS). En 1861 esta misma compañía abrió al tráfico la línea Lausana - Villeneuve - San Mauricio. La estación fue ampliada en 1863 debido a la puesta en servicio del ferrocarril Lausana - Friburgo.
En 1908 fue lanzado un concurso para reconstruir la estación debido a la apertura del Túnel de Simplon en 1906, y al convertirse la estación en un importante nudo ferroviario. La construcción fue realizada entre los años 1911 y 1916.
Entre 1992 y 1996 la estación sufrió una transformación, en particular después de un incendio acaecido en 1994, en la que se vio afectada la parte central y el ala este del edificio.
Actualmente el edificio está declarado como bien cultural suizo de importancia nacional.

## Conexiones Ferroviarias
Los servicios ferroviarios están prestados por los SBB-CFF-FFS:

### Relaciones Internacionales
Desde la estación de Lausana parten cada día varios trenes que la unen con diversas ciudades europeas.
Es el origen de la relación TGV Lyria Lausana - París-Lyon, que cuenta dependiendo del día, con 4 o 5 salidas diarias. En invierno, algunos TGV son prolongados hasta Brig para un mejor acceso desde Francia a las estaciones de esquí de los Alpes. También tiene 4 conexiones diarias con Milán, de las cuales una es prolongada a Venecia.
- TGV París-Lyon - Dijon - Dôle - Frasne - Vallorbe - Lausana.
- EC Ginebra-Aeropuerto - Ginebra-Cornavin - Lausana - Montreux - Sion - Brig - Milán ( - Venecia-Santa Lucía).

### Relaciones Nacionales

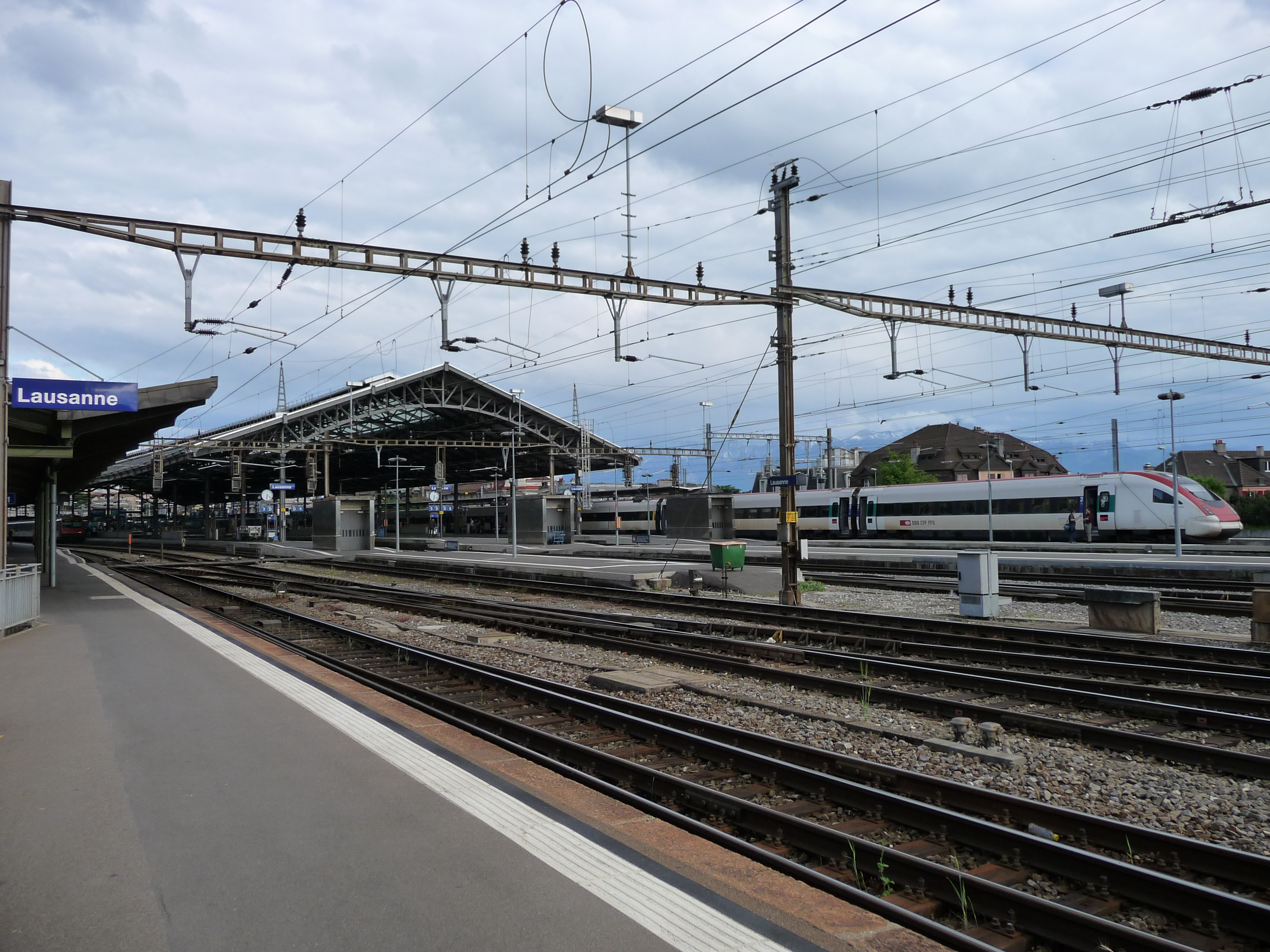

Lausana está comunicada por ferrocarril con la mayor parte del territorio suizo por los diferentes tipos de tren, como el ICN de Alta velocidad que la comunica con Zúrich, Basilea o San Galo; IC que llevan a Berna o San Galo y luego trenes para trayectos de media distancia o  interregionales, como son los InterRegio (IR) o los RegioExpress (RE) con servicios a Lucerna, Brig o Ginebra Cornavin entre otros destinos:
- ICN San Galo - Gossau - Wil - Winterthur - Zúrich-Aeropuerto - Zúrich - Aarau - Olten - Soleura - Biel/Bienne - Neuchâtel - Yverdon-les-Bains - Lausana. Servicios cada dos horas.
- ICN Lausana - Yverdon-les-Bains - Neuchâtel - Biel/Bienne - Grenchen Nord - Moutier - Delémont - Laufen - Basilea-SBB. Un tren cada dos horas.
- IC San Galo - Gossau - Flawil - Uzwil - Wil - Winterthur - Zúrich-Aeropuerto - Zúrich - Berna - Friburgo - Lausana - Ginebra-Cornavin - Ginebra-Aeropuerto.
- IR Lausana - Renens - Yverdon-les-Bains - Neuchâtel. Solo existen dos circulaciones por sentido de lunes a viernes, circulando sentido Lausana por la mañana y de regreso a Neuchâtel por la tarde.
- IR Ginebra-Aeropuerto - Ginebra-Cornavin - Nyon - Morges - Lausana - Vevey - Montreux - Aigle - Bex - San Mauricio - Martigny - Sion - Sierre - Leuk - Visp - Brig.
- IR Ginebra-Aeropuerto - Ginebra-Cornavin - Lausana - Friburgo - Berna - Zofingen - Sursee - Lucerna.
- RE Ginebra-Cornavin - Coppet - Nyon - Morges - Lausana - Palézieux - Romont.
- RE Ginebra-Aeropuerto - Ginebra-Cornavin - Coppet - Nyon - Morges - Lausana - Vevey.
- RE Lausana - Vevey - Montreux - Villeneuve - Aigle - Bex - San Mauricio. Solo opera en horas punta.
- R Lausana - San Mauricio. Solo un tren por sentido en día laborables. Realiza un mayor número de paradas que el RegioExpress que cubre el mismo trayecto.

### RER Vaud
La estación de Lausana es el nodo central de la red de cercanías RER Vaud que establece un servicio metropolitano de trenes a las localidades ubicadas en la ribera del lago lemán así como otras zonas interiores ubicadas en la periferia de Lausana. Actualmente este sistema cuenta con un total de 7 líneas, y de las cuales, 6 tienen su origen o pasan por la estación de Lausana. En un futuro, la red RER se ampliará hasta Ginebra.
Las líneas que tienen parada en esta estación son las siguientes:
- S 1 Yverdon-les-Bains - Lausana - Vevey - Montreux - Villeneuve.
- S 2 Vallorbe - Lausana - Palézieux.
- S 3 Allaman - Morges - Lausana - Vevey - Montreux - Villeneuve.
- S 4 Allaman - Morges - Lausana - Puidoux-Chexbres - Palézieux.
- S 11 Yverdon-les-Bains - Lausana.
- S 21 Lausana - Puidoux-Chexbres - Palézieux - Payerne.